# Bamlak Tessema Weyesa
Bamlak Tessema Weyesa (Addis Abeba, Etiòpia, 30 de desembre de 1980) és un àrbitre de futbol etíop que pertany a la CAF, adscrit al comitè etíop. És àrbitre internacional de la FIFA des del 2009.

## Trajectòria[1]
Tessema arbitra partits de la lliga etíop. El 2007 va esdevenir membre de la FIFA i de la CAF. Ha arbitrat partits del Campionat Africà de Nacions, de la Copa d'Àfrica de Nacions (2015 i 2017), de la Copa del Món sub17 (2017), de la Copa del Món sub20 (2017) i de la Copa del Món (2018).